# US Open 1995
Lo US Open 1995 è stata la 115ª edizione dello US Open e quarta prova stagionale dello Slam.Si è disputato dal 25 agosto al 10 settembre 1995 al USTA Billie Jean King National Tennis Center in Flushing Meadows di New York negli Stati Uniti. 
Il singolare maschile è stato vinto dallo statunitense Pete Sampras, che si è imposto sul connazionale Andre Agassi in quattro set col punteggio di 6–4, 6–3, 4–6, 7–5. Il singolare femminile è stato vinto dalla tedesca Steffi Graf, che ha battuto in finale in tre set la statunitense Monica Seles. 
Nel doppio maschile si sono imposti Todd Woodbridge e Mark Woodforde. Nel doppio femminile hanno trionfato Gigi Fernández e Nataša Zvereva. 
Nel doppio misto la vittoria è andata alla statunitense Meredith McGrath, in coppia con Matt Lucena.

## Seniors

### Singolare maschile
Pete Sampras ha battuto in finale  Andre Agassi con il punteggio di 6–4, 6–3, 4–6, 7–5.
- È stato il 4º titolo dell'anno per Sampras e il suo 35º della carriera. È stato il suo 7º titolo del Grande Slam e il 3° US Open.

### Singolare femminile
Steffi Graf hanno battuto in finale  Monica Seles con il punteggio di 7–6(6), 0–6, 6–3.
- È stato il 7º titolo dell'anno per la Graf e il suo 93º della carriera. È stato il suo 18º titolo del Grande Slam, il 4° US Open.

### Doppio maschile
Todd Woodbridge /  Mark Woodforde hanno battuto in finale  Alex O'Brien /  Sandon Stolle con il punteggio di 6–3, 6–3.

### Doppio femminile
Gigi Fernández /  Nataša Zvereva hanno battuto in finale  Brenda Schultz McCarthy /  Rennae Stubbs con il punteggio di 7–5, 6–3.

### Doppio misto
Meredith McGrath /  Matt Lucena hanno battuto in finale  Gigi Fernández /  Cyril Suk con il punteggio di 6–4, 6–4.

## Juniors

### Singolare ragazzi
Nicolas Kiefer hanno battuto in finale  Ulrich Jasper Seetzen con il punteggio di 6–3, 6–4.

### Singolare ragazze
Tara Snyder hanno battuto in finale  Annabell Ellwood con il punteggio di 6–4, 4–6, 6–2.